# Curepipe
Curepipe, bijg. de Lichtstad, is een stad een gemeente in het Afrikaanse land Mauritius. De stad ligt voor het grootste gedeelte in het district Plaines Wilhelms en een kleiner deel in het oosten valt onder het district Moka.
De stad beschikt over een botanische tuin waar onder meer de zeldzaamste palm ter wereld staat, de Hyophorbe amaricaulis.

## Geschiedenis
De plaats is in de jaren 1860 gesticht door Franse kolonisten die op de vlucht waren voor de malaria.

## Geografie

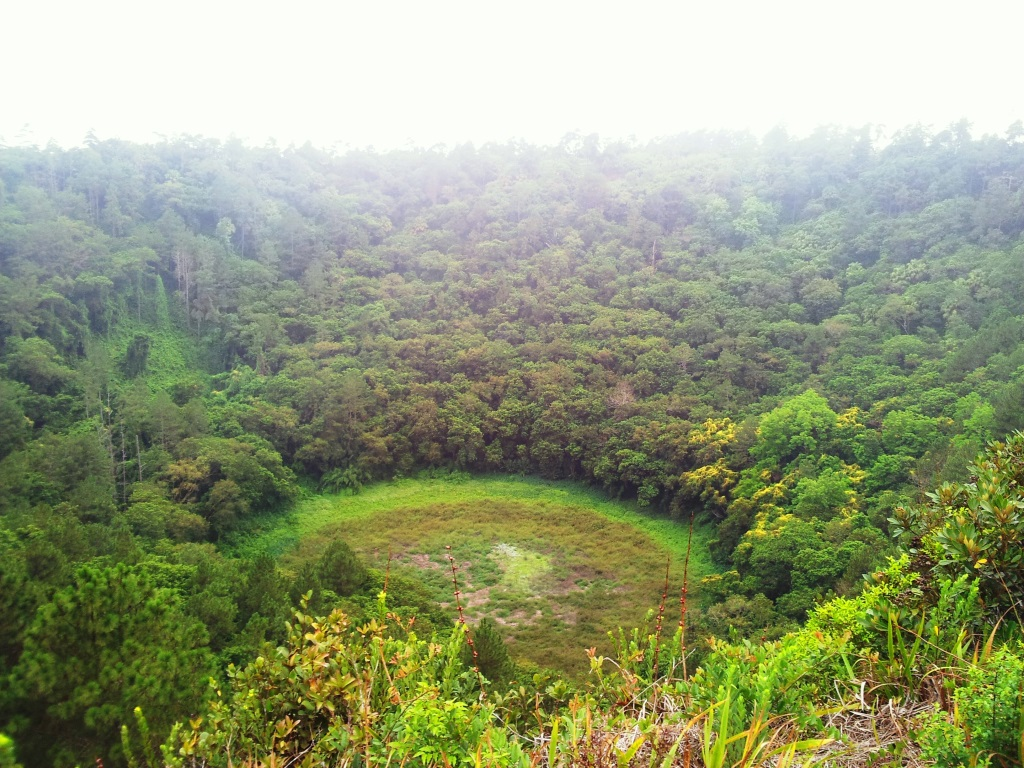
De krater van de Trou-aux-Cerfs

Curepipe ligt in het midden van het eiland op het Centrale Plateau op een hoogte van 550 m. Bij de stad bevindt zich de Trou-aux-Cerfs, een vulkaankrater met een diameter van 300 meter en ten zuidwesten ligt het Mare aux Vacoas, het grootste stuwmeer van het land.
Het is de zuidelijkste en hoogstgelegen stad van een stedelijk gebied dat zich uitstrekt van Port Louis in het noorden tot Curepipe in het zuiden.

### Klimaat
Curepipe heeft een vochtig klimaat.
| Maand                      | jan   | feb   | mrt   | apr   | mei   | jun  | jul   | aug   | sep  | okt  | nov  | dec   | Jaar    |
| -------------------------- | ----- | ----- | ----- | ----- | ----- | ---- | ----- | ----- | ---- | ---- | ---- | ----- | ------- |
| Gemiddeld maximum (°C)     | 28,0  | 28,0  | 27,0  | 26,0  | 25,0  | 23,0 | 22,0  | 22,0  | 23,0 | 24,0 | 26,0 | 27,0  | 25,1    |
| Gemiddeld minimum (°C)     | 21,0  | 21,0  | 21,0  | 20,0  | 18,0  | 16,0 | 16,0  | 16,0  | 16,0 | 17,0 | 18,0 | 20,0  | 18,3    |
|                            |       |       |       |       |       |      |       |       |      |      |      |       |         |
| Neerslag (mm)              | 259,0 | 314,0 | 296,5 | 160,3 | 124,8 | 85,8 | 115,3 | 100,7 | 89,8 | 51,4 | 48,2 | 120,2 | 1.766,0 |
| Regendagen (dag)           | 23    | 23    | 24    | 22    | 21    | 22   | 24    | 24    | 20   | 20   | 16   | 20    | 259     |
| Bron: World Weather Online |       |       |       |       |       |      |       |       |      |      |      |       |         |

## Demografie
Curepipe telde volgens de census van 2011 77.466 inwoners, maar schattingen vermelden dat het inwoneraantal toen rond de 85.000 lag. Hiermee is het de vierde stad van het land na de hoofdstad Port Louis, Beau Bassin en het aangrenzende Vacoas-Phoenix.

### Religie
Van de 77.466 inwoners in 2011 was het grootste gedeelte Rooms-katholiek, namelijk 30.379, omgerekend ongeveer 39% van de bevolking van Curepipe. Dat percentage is hoger dan dat van de totale bevolking van Mauritius, want dat bedraagt zo'n 26%. De overige christelijke stromingen hadden samen 7150 aanhangers (9%). Het hindoeïsme is landelijk gezien met 47% de grootste religie, maar in de stad is het met 27.897 personen (36%) juist minder vertegenwoordigd. Daarnaast waren er 10.776 moslims, zo'n 14% van de bevolking. De overige 2% van de bevolking van Curepipe bestaat o.a uit boeddhisten en mensen waarvan het geloof niet bekend is.

## Politiek

### Burgemeester
De burgemeester van de gemeente is Mario Désiré Bienvenu en de locoburgemeester is Kamla Devin Varmah.

### Stedenbanden
Curepipe heeft stedenbanden met:
- Antananarivo (Madagaskar)
- Castel Gandolfo (Italië)
- La Teste-de-Buch (Frankrijk)
- Meixian (China)

## Sport
De voetbalclub Curepipe Starlight SC komt uit de stad en speelt in de Mauritian League, waarin ze in 2007, 2008 en 2009 de titel wonnen. De club speelt haar thuiswedstrijden in het Stade George V, dat daarnaast ook de thuisbasis is van het nationale elftal en AS de Vacoas-Phoenix.

## Geboren
- Yannick Lincoln (1982), wielrenner
- Kimberley Le Court Pienaar (1996), wielrenster